# Lophuromys pseudosikapusi
Lophuromys pseudosikapusi  (Lavrenchenko, Verheyen, Verheyen, Hulselmans & Leirs, 2007) è un roditore della famiglia dei Muridi endemico dell'Etiopia.

## Descrizione

### Dimensioni
Roditore di piccole dimensioni, con la lunghezza della testa e del corpo tra 130 e 138 mm, la lunghezza della coda tra 78 e 86 mm, la lunghezza del piede tra 23,5 e 25 mm, la lunghezza delle orecchie tra 19,5 e 20 mm e un peso fino a 67 g.

### Aspetto
Le parti superiori sono rosso-nerastre, con i peli rossastri alla base e nerastri all'estremità, mentre le parti ventrali sono color albicocca, con la base dei peli giallastra e l'estremità rossastra. Le orecchie sono relativamente grandi e nerastre. Il dorso delle zampe è rossastro chiaro. Gli artigli sono bianchi e relativamente corti. La coda è più corta della testa e del corpo, ricoperta di peli bruno-nerastri sopra e quasi bianca sotto.

## Biologia

### Comportamento
È una specie terricola.

## Distribuzione e habitat
Questa specie è conosciuta soltanto nella foresta di Sheko, nell'Etiopia centro-occidentale.
Vive nelle foreste umide afromontane con prevalenza di piante parassite di Ficus e sottobosco di Coffea arabica a circa 1.200 metri di altitudine.

## Conservazione
La IUCN considera questa specie come sinonimo di Lophuromys flavopunctatus.